# Harold Lawson
Harold "Bud" Lawson (Filadélfia, 13 de dezembro de 1937) é um cientista da computação estadunidense. Lawson é creditado pela invenção de 1964 do ponteiro. Recebeu em 2000 o Prêmio Pioneiro da Computação.